# Sunndalsøra
Sunndalsøraⓘ ist eine Ortschaft in der norwegischen Kommune Sunndal in der Provinz (Fylke) Møre og Romsdal. Der Ort stellt das Verwaltungszentrum von Sunndal dar und hat 4207 Einwohner (Stand: 1. Januar 2024).

## Geografie
Sunndalsøra ist ein sogenannter Tettsted, also eine Ansiedlung, die für statistische Zwecke als eine Ortschaft gewertet wird. Der Ort ist der größte der Kommune Sunndal. Der Ort liegt am inneren Ende des Sunndalsfjords, des inneren Abschnitts des Tingvollfjords. In Sunndalsøra mündet der von Osten durch das Tal Sunndalen auf den Ort zufließende Fluss Driva in den Fjord. Von Süden aus dem Tal Litdalen fließt zudem die Litdalselva auf Sunndalsøra zu. Auch dieser Fluss mündet in Sunndalsøra in den Fjord.

## Wirtschaft und Verkehr
Größter Arbeitgeber der Ortschaft ist ein zu Norsk Hydro gehörendes Aluminiumwerk. Ab 2004, nachdem das Werk modernisiert worden war, begann die Zahl der Arbeitsplätze zurückzugehen. Dies führte zu stagnierenden Einwohnerzahlen im Ort. Der Hafen von Sundalsøra wird für den Export der dort hergestellten Waren genutzt.
Von Osten aus dem Tal Sunndalen führt der Riksvei 70 auf Sunndalsøra zu. Im Ort knickt er Richtung Norden ab und führt durch den Straßentunnel Midtbekktunnelen weiter. Von Sunndalsøra aus an der Südwestseite des Sunndalsfjords verläuft der Fylkesvei 62. Dieser führt westlich des Orts durch den Øksendalstunnel.

## Kirche
In Sunndalsøra liegt die Hov kirke. Dabei handelt es sich um eine Holzkirche aus dem Jahr 1887. Architekt war Jacob Wilhelm Nordan.

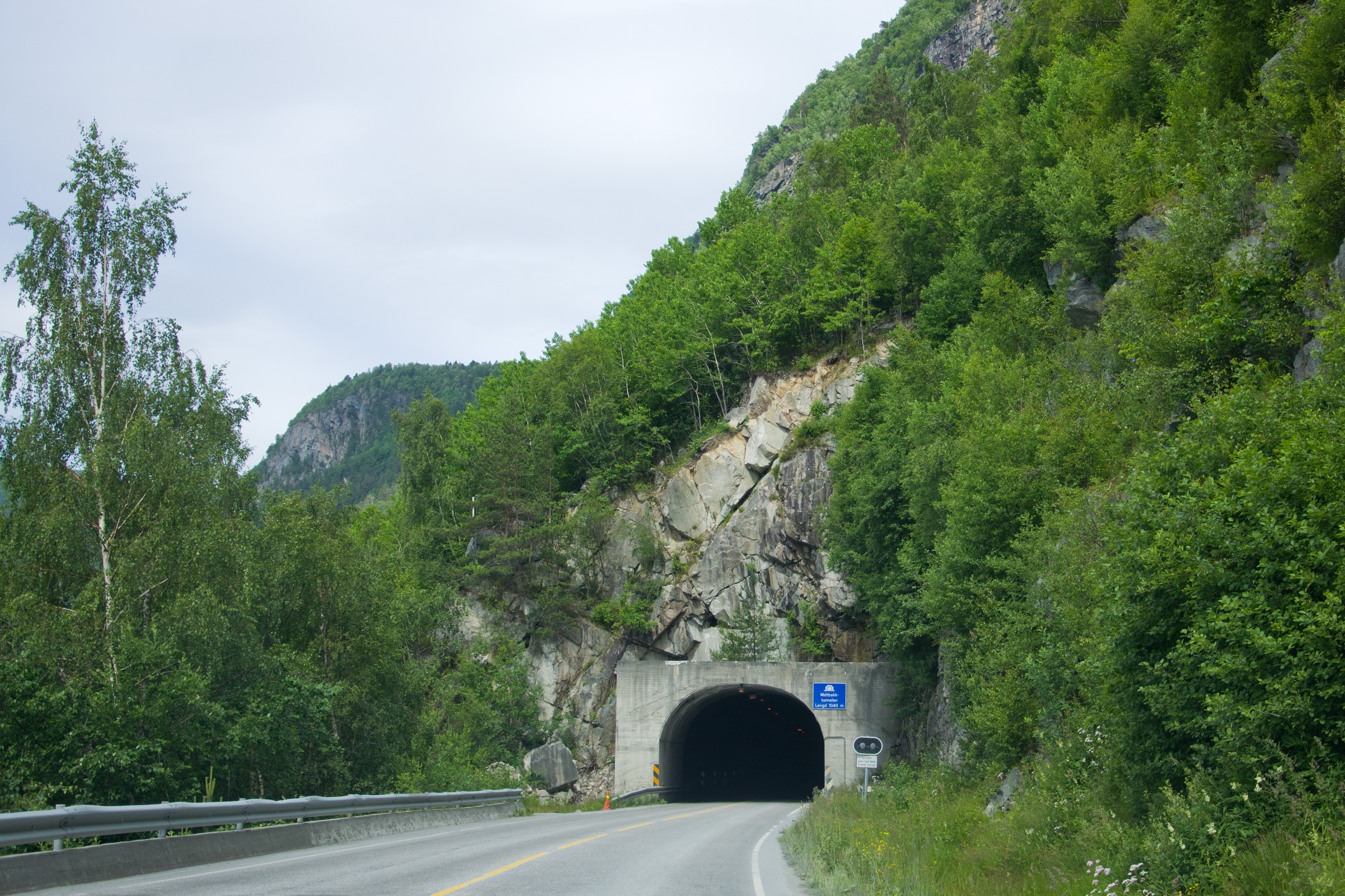
Der Midtbekktunnelen bei Sunndalsøra
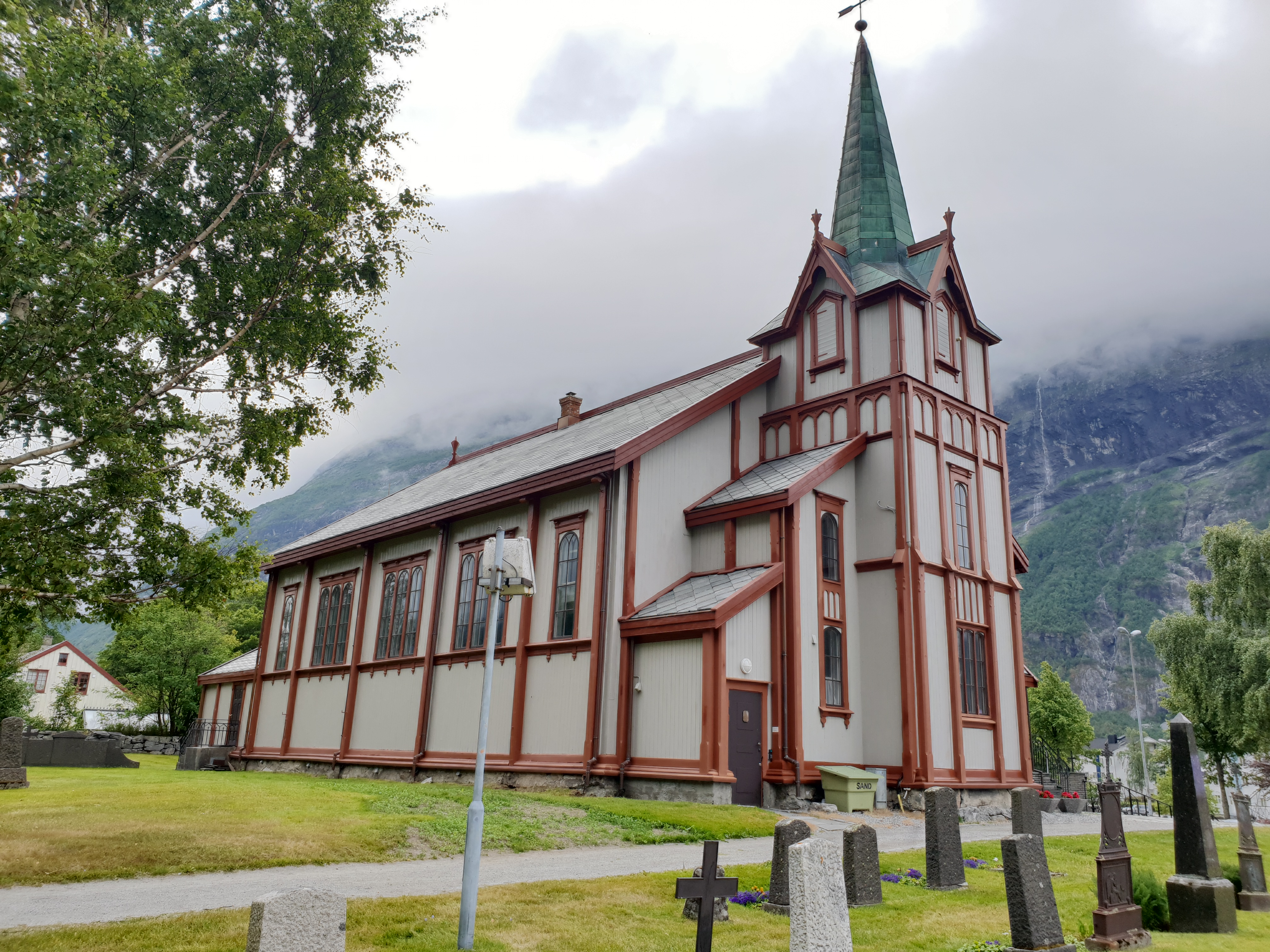
Die Hov kirke

## Persönlichkeiten
- Andrine Hegerberg (* 1993), Fußballspielerin
- Guro Reiten (* 1994), Fußballspielerin
- Ada Hegerberg (* 1995), Fußballspielerin